# One in a Million (álbum)
One in a Million é o segundo álbum de estúdio da cantora norte-americana Aaliyah, lançado em 13 de agosto de 1996 através da Blackground Records e Atlantic Records. Depois de enfrentar acusações de um casamento ilegal com seu mentor R. Kelly após o sucesso de seu álbum de estreia Age Ain't Nothing But a Number (1994), Aaliyah cortou todos os laços com ele quando a Blackground terminou seu contrato com a Jive Records e assinou um novo acordo de distribuição com a Atlantic. Ao longo deste período de turbulência e escrutínio da mídia, Aaliyah começou a gravar seu segundo álbum de estúdio com Sean Combs, que logo abandonou o projeto, levando Aaliyah e sua equipe a procurar novos colaboradores. Posteriormente, ela começou a gravar com produtores como Jermaine Dupri, Vincent Herbert e Craig King, antes de iniciar os trabalhos com os até então desconhecidos Timbaland e Missy Elliott, os quais rapidamente tornaram-se os principais colaboradores do álbum.
One in a Million é um álbum R&B, pop e hip-hop que experimenta com os gêneros trip-hop, electronica, funk e jungle music. Seus temas líricos abordam predominantemente circunstâncias de relacionamento, como compromisso, abstinência e desgosto. Após seu lançamento, o álbum recebeu avaliações positivas dos críticos musicais, a grande maioria direcionada à produção inovadora e ao desempenho vocal progressivo de Aaliyah. Estreou na 20ª posição da Billboard 200, vendendo 40.500 cópias em sua primeira semana, antes de alcançar seu pico na 18ª colocação. Poucos meses depois, o álbum recebeu o certificado de platina dupla da Recording Industry Association of America (RIAA). Em 2011, o álbum já havia vendido mais de três milhões de cópias nos Estados Unidos e oito milhões de cópias mundialmente.
One in a Million foi extensamente promovido através de aparições na mídia e apresentações na televisão. Produziu seis singles—"If Your Girl Only Knew", "Got to Give It Up", "One in a Million", "4 Page Letter", "The One I Gave My Heart To" e "Hot Like Fire"—com o penúltimo se tornando o single de maior sucesso do álbum na Billboard Hot 100, alcançando a nona posição. Após ser lançado oficialmente nas plataformas de streaming e download digital em agosto de 2021, o álbum atingiu a 10ª posição da Billboard 200, conquistando assim sua melhor posição na tabela 25 anos depois seu lançamento original.
Retrospectivamente, o álbum foi considerado um dos melhores e mais importantes álbuns de sua época por inúmeras publicações, sendo incluído na lista dos 500 Melhores Álbuns de Todos os Tempos da revista Rolling Stone. Também é creditado por reestabelecer a imagem de Aaliyah, elevar as carreiras de Timbaland e Elliott e continuamente influenciar as tendências musicais mainstream das décadas seguintes ao seu lançamento.

## Antecedentes e desenvolvimento
Após Barry Henkerson, tio de Aaliyah, obter um acordo de distribuição com a Jive Records, ele a contratou para sua gravadora Blackground Records aos 12 anos. Ele apresentou ela ao time que auxiliaria na composição e produção de seu álbum de estreia Age Ain't Nothing But a Number. O álbum recebeu o certificado de platina dupla pela Recording Industry Association of America (RIAA), e vendeu três milhões de cópias nos Estados Unidos e seis milhões de cópias mundialmente. Para promover o álbum, Aaliyah embarcou numa turnê mundial que durou de 1994 a 1995, fazendo shows através dos EUA, Europa, Japão e África do Sul. Após vir a tona alegações e polêmicas envolvendo o mentor de seu primeiro álbum, R. Kelly, Aaliyah encerrou seu contrato com a Jive e assinou com a Atlantic Records. De acordo com o primo de Aaliyah e executivo da Blackground Records, Jomo Henkerson, a indústria da música "vilanizou" Aaliyah pelo escândalo com Kelly, portanto, foi difícil encontrar produtores para One in a Million. Numa entrevista, Henkerson disse, "Estávamos saindo de um álbum multi-platinado e exceto por algumas negociações com Jermaine Dupri e Puffy, foi difícil para nós consguirmos produtores para o álbum". Aaliyah comentou sobre a situação, dizendo, "Enfrentei a adversidade, poderia ter desabado, poderia ter ido e me escondido no armário e dito: 'Não vou mais fazer isso.' Mas eu adoro cantar e não ia deixar essa bagunça me impedir. Tive muito apoio dos meus fãs e isso me inspirou a deixar isso para trás, ser uma pessoa mais forte e me empenhar ao máximo para fazer One in a Million".
Inicialmente, Puff Daddy estava associado a One in a Million, entretanto, as músicas em que ele colaborou nunca chegaram a ser finalizadas. De acordo com Aaliyah, "Eu fui ao estúdio de Puff em Trindade por uma semana, começamos a trabalhar juntos mas não conseguimos finalizar as músicas a tempo. Eu precisava ir embora, porque eu tinha que gravar com Jermaine Dupri em Atlanta". Ambos Craig King e Vincent Herbert foram os primeiros produtores requisitados para trabalhar no álbum, após os planos com a produção de Puffy não serem concretizados. Uma vez que os dois produtores estavam a bordo, a Atlantic pediu para eles criarem o som inicial do álbum. Segundo King, "Acertamos quando ela preparou o orçamento. Vincent [Herbert] e eu fomos as primeiras pessoas para quem ela ligou, fomos o primeiro grupo. É por isso que tínhamos tanta liberdade para entrar e criar um som, porque não tínhamos que fazer uma música aqui ou ali. Eles queriam que nós entrássemos e construíssemos um som. Construímos um som que fosse diferente do que ela já havia feito". Após gravar músicas com King e Herbert, Aaliyah foi para Atlanta para se encontrar com Carl-So-Lowe e Jermaine Dupri para trabalhar em canções. Quando ela chegou, nenhum dos produtores tinham material para lhe apresentar na época. Numa entrevista, Lowe mencionou, "Eu acredito que Jomo, filho do Barry Henkerson, tenha entrado em contato com a So So Def e acho que aconteceu daquele ponto. Eu sabia que ela estava vindo para Atlanta, e não tínhamos nada preparado na época". Para o álbum, Aaliyah queria gravar músicas que fossem "simplificadas" e "muito boas" e ela trabalhou em músicas com Dupri e Lowe em Atlanta por, aproximadamente, quatro dias.
No meio da transição para uma nova gravadora, Aaliyah estava muito ansiosa devido a todas novas mudanças que estavam acontecendo. De acordo com a Billboard, "Em uma coletiva de imprensa que acompanhou o álbum, ela admitiu estar um pouco ansiosa em pular da Jive para a Atlantic e mudar seu som, mas essa incerteza nunca se filtraria na música". Com um novo acordo de distribuição com a Atlantic e um novo time de produtores, One in a Million iria reestabelecer a fã base de Aaliyah e ampliar seu apelo ao mainstream. O álbum contou com um grande time de produtores, ao contrário de seu primeiro álbum que foi produzido unicamente por Kelly. Com o lançamento do álbum, Aaliyah se adaptou a uma imagem mais sexy, que foi notada pelo público. Num artigo que falava sobre o clipe de "One in a Million", a equipe da MTV sentiu que Aaliyah estava "toda crescida e cheia de vapor no vídeo" e eles questionaram a ela sobre a nova imagem mais sexy. Aaliyah respondeu dizendo, "No que diz respeito a ser sexy, prefiro dizer sensual. Sensual é estar em sintonia com seu eu sensual. Sexy, quero dizer, isso está nos olhos de quem vê, assim como a beleza está nos olhos de quem vê. Então, se as pessoas chamam de sexy, é diferente. Então, eu só acho que é sensual, prefiro chamar assim".

## Gravação e produção
One in a Million foi gravado de agosto de 1995 até 1996 com Craig Kallman, Barry Henkerson e Jomo Henkerson servindo como produtores executivos do álbum. Outro produtores que estiveram envolvidos na criação do álbum incluem Rodney Jerkins, Jermaine Dupri, Daryl Simmons, Vincent Herbert, Craig King, Carl-So-Low, Kay Gee do Naughty by Nature, Missy Elliott e Timbaland, os quais ambos escreveram e produziram grande parte do material do álbum. "If Your Girl Only Knew" serviu como primeiro single do álbum e foi descrito por Eddie Santiago, diretor de produção e desenvolvimento da Atlantic, como uma "uma faixa mid-tempo muito funky com muito teclado pesado e trabalho de órgão junto com bateria ao vivo e uma linha de baixo forte". O single foi produzido pelo, até então, novato Timbaland e cópias promocionais do single foram providenciadas para estações de rádios em 12 de julho. Enquanto falava sobre o desenvolvimento do álbum para a Billboard, Eddie Santiago mencionou, "Queríamos que Aaliyah continuasse crescendo, então não queríamos ter os mesmos sujeitos no novo projeto". Nessa mesma entrevista com a Billboard, Aaliyah discutiu a direção do álbum, dizendo, "Eu queria manter minha imagem musical de rua tranquila, mas queria ser funky e quente, mas sofisticada". Nesse álbum, Aaliyah esteve mais envolvida durante a criação do material, ao receber créditos de co-composição e assistenciar a direção criativa do projeto. Um exemplo de seu material de trabalho para o álbum é com a música "No Days Go By", onde Aaliyah esteve envolvida com o arranjo vocal. O álbum tem dois covers, "Choosey Lover" dos The Isley Brothers e "Got to Give It Up" de Marvin Gaye, que conta com a participação de Slick Rick. Aaliyah decidiu fazer um cover de "Got to Give It Up" porque ela queria ter canções festivas no álbum. Numa entrevista Aaliyah afirmou, "Eu realmente queria umas músicas de festa, então quando meu tio tocou pra mim [a faixa original], eu pensei em como eu poderia a fazer diferente. Slick Rick [que estava na cadeia] estava em liberação para o trabalho na época, então Vincent conseguiu ele para a música". Ela elaborou mais sobre fazer um cover de Got to Give It Up" ao dizer, "Eu não sei como os fãs do Marvin Gaye irão reagir, mas espero que gostem. Eu sempre acho um grande elogio quando pessoas fazem remakes de músicas. Eu espero que um dia, quando eu não estiver mais aqui, as pessoas façam cover das minhas músicas".
Assim que Aaliyah assinou com a Atlantic, ela e Craig Kallman, presidente da gravadora, discutiram que seria importante achar produtores inovadores que não estavam dominando as paradas musicais para produzir o álbum. A meta principal era fazer com que Aaliyah encontrasse seu próprio som, que a definiria como artista. Eventualmente, Kallman passou a conhecer múltiplos compositores e produtores desconhecidos, e um produtor, com o nome de Timbaland chamou sua atenção. Kallman mencionou, "Eu realmente comecei a me encontrar com toneladas e toneladas de novos compositores e produtores, apenas procurando por alguém criativo que tivesse sua própria visão sobre as coisas. E um dia, esse jovem apareceu. Seu nome era Tim Mosley. Ele começou a tocar me bateu e foi um encontro realmente óbvio de, 'Isso não soa como nada que está por aí e realmente tem suas próprias propriedades super emocionantes e elétricas, apenas dinâmicas'". Kallman eventualmente contatou Aaliyah e disse a ela sobre Timbaland e "quando eles se encontraram pela primeira vez, eles se deram bem imediatamente". De acordo com Kallman, "liguei para Aaliyah e disse: 'Você precisa conhecer esse cara. O nome dele é Timbaland, e ele é novo. Ele saiu do acampamento Devonte [Swing]. 'Eu disse: 'Acho que essa pode ser a sua musa para realmente criar algo especial.' E eles se deram bem"". Durante o processo de gravação de "One in a Million", a gravadora de Aaliyah recebeu uma demo de uma canção chamada "Sugar and Spice", de Timbaland e Missy Elliott. A música tinha um conteúdo muito infantil para Aaliyah, mas eles gostaram da estrutura e da melodia do álbum, então eventualmente enviaram a faixa para Aaliyah. Depois de ouvir a música, ela pensou que aquela canção foi a melhor coisa que ela já ouviu. A gravadora de Aaliyah levou Timbaland e Missy para Detroit para trabalhar com ela. Antes de trabalhar com Aaliyah, tanto Timbaland quanto Missy estavam céticos sobre trabalhar com ela porque não achavam que ela aprovaria seu material. De acordo com Aaliyah, "No início, Tim e Missy estavam céticos se eu gostaria do trabalho deles, mas eu achei que era justo, simplesmente ridículo. Seu som era diferente e único, e foi isso que me atraiu". Também antes de trabalhar com a dupla, Aaliyah falou com eles por telefone e explicou que tipo de material que ela queria gravar. Aaliyah afirmou: "Antes de ficarmos juntos, falei com eles por telefone e disse-lhes o que queria. Eu disse: 'Vocês sabem que tenho uma imagem de rua, mas há uma sensualidade nisso, e quero que minhas músicas complementar isso'; eu disse a eles antes mesmo de conhecê-los. Assim que disse isso, não precisei dizer mais nada. Tudo o que eles me trouxeram foi incrível". Eventualmente, Aaliyah começou a trabalhar com Timbaland e Elliott no Vanguard Studios em Detroit por uma semana. As primeiras canções que ela gravou para o álbum com a dupla foram "One in a Million" e "If Your Girl Only Knew". Depois de passar uma semana gravando músicas nos estúdios Vanguard, o trio voou para o Pyramid Studios em Ithaca, Nova York, para trabalhar em mais músicas.
Além de gravar músicas com Timbaland e Missy no Vanguard Studios, Aaliyah também gravou canções com o produtor Craig King naquele mesmo estúdio. King afirmou, "Fizemos umas oito músicas e dessas oito, quatro entraram no álbum", incluindo as canções "Got to Give It Up" e "Never Givin' Up". "Never Givin' Up" foi escrita por King e Monica Payne, e de acordo com King, "Eu escrevi 'Never Givin' Up' com uma garota chamada Monica Payne, que agora administra V Bozeman. Nós começamos a trabalhar na faixa, escrevendo as letras. Ela sentou no chão e veio a primeira linha, 'Sitting here in this empty room' ("Sentada aqui, nessa sala vazia"), porque a sala estava bem vazia porque eu tinha acabado de me mudar para aquela casa". A canção foi uma forma de King demonstrar amor para os The Isley Brothers e também foi um tributo ao grupo gospel The Clark Sisters. Originalmente, a canção seria solo, mas após Aaliyah escutar uma demo com o cantor Tavarius Polk, ela amou sua voz e os produtores decidiram manter ele na canção, que acabou se tornando um dueto. A faixa foi gravada em apenas uma sessão, com Aaliyah gravando com todas as luzes apagadas na cabine de gravação para que as pessoas não pudessem ver seu rosto. Também para o álbum, ela trabalhou com a compositora Diane Warren e o produtor Daryl Simmons na canção "The One I Gave My Heart To". A canção virou realidade quando a compositora Diane Warren expressou interesse em trabalhar com Aaliyah. Segundo Warren, "Eu lembro de gostar bastante de Aaliyah e desejar trabalhar com ela". Eventualmente, Warren entrou em contato com o presidente da Atlantic Records, Craig Kallman, para manifestar o interesse na possibilidade de trabalhar com Aaliyah e Kallman concordou na colaboração. Sua meta em trabalhar com Aaliyah era fazer com ela fizesse uma canção específica que ela não teria feito normalmente, para demonstrar um lado diferente dela, que incluiria exibir seu alcance vocal de um forma diferente da que ela costumava fazer. Uma vez que Diane estava a bordo, o produtor Babyface foi escolhido para produzir a canção. Devido a circunstâncias imprevistas, ele não conseguiu completar o trabalho, então ele chamou o produtor Daryl Simmons para o substituir. Simmons iria produzir a versão do álbum da música, enquanto o produtor pop Guy Roche iria produzir a versão single da música.

## Músicas e letras
O álbum abre com uma "chamada de alarme" da intro inspirada pela selva, "Beats 4 da Streets", contando com comentários de Missy Elliott. Ao longo da intro, Elliott repetidamente chama o nome de Aaliyah e diz para ela acordar. Ela também menciona que "You’ve just now entered into the next level, the new world of funk" ("Você acabou de entrar no próximo nível, o novo mundo do funk"), ao passo que vários sons, como sinos ecoando, sintetizadores e um baixo forte estão tocando no fundo. A segunda faixa, "Hot Like Fire", é descrita como uma "ofegante criadora de bebês com minimalista chama controlada", com letras sugestivas. Em "Hot Like Fire", Aaliyah "murmura e geme promete a seu novo amor que sua paciência será recompensada". A terceira faixa, "One in a Million" é uma balada club etérea com influências sedutoras de trip hop e drum and bass e apresenta sintetizadores e grilos "cintilantes" em sua produção. Em "One in a Million", Aaliyah "comunica amor e compromisso com seu homem". A quarta faixa, "A Girl Like You", é uma faixa inspirada no hip hop com uma "batida boom-bap padrão dos anos 90", onde Aaliyah "se segura" contra o rapper convidado Treach do Naughty by Nature. Durante o refrão, Aaliyah e Treach fazem um "vai e vem bonito". A quinta faixa, "If Your Girl Only Knew", é uma canção funk e pop, e foi descrita pelos críticos como sendo um "bruxaria provocante". Em "If Your Girl Only Knew", Aaliyah repreende um homem por dar em cima dela quando ele já tem uma namorada. A canção apresenta teclado pesado e trabalho de órgão junto com bateria ao vivo e uma linha de baixo forte. A sexta e a sétima faixas, "Choosey Lover" e "Got to Give It Up", são ambas versões remake de canções interpretadas por The Isley Brothers e Marvin Gaye, respectivamente, com a última apresentando uma participação especial do rapper Slick Rick. Em "Got to Give It Up", Aaliyah coloca seu falsete "contra o esquema de rimas sobrepostas do derradeiro contador de histórias do hip hop, Slick Rick". Para a oitava faixa, "4 Page Letter", Aaliyah diz ao seu paquera "para ficar de olho no carteiro", porque ela lhe enviou uma carta de amor. Também na música ela se lembra e segue o conselho de seus pais.
A nona faixa, "Everything's Gonna Be Alright", foi descrita como um "hino despreocupado para a festa do bairro de verão", enquanto a décima faixa, "Giving You More", é descrita como sendo uma canção sugestiva com Aaliyah interpretando uma "amante reconfortante". A décima primeira faixa, "I Gotcha' Back", foi descrita como uma canção G-funk "amigável" e contém uma interpolação da canção "Lean on Me" interpretada por Bill Withers. Em "I Gotcha' Back", Aaliyah está prometendo devoção ao seu namorado em potencial. A décima segunda faixa, "Never Givin' Up", é um dueto com o cantor Tavarius Polk, enquanto Aaliyah "interpreta uma amante tranquilizadora" na canção. A décima terceira faixa, inspirada na selva, "Heartbroken", foi descrita como uma "balada lindamente composta". Em "Heartbroken", Aaliyah está "cansada de ser a pessoa mais amorosa em um relacionamento ruim e está cansada de ter o coração partido". A décima quarta faixa, "Never Comin' Back", apresenta "Timbaland imitando o som de uma banda ao vivo em um ritmo descontraído, enquanto Aaliyah faz uma rotina de harmonia de chamada e resposta com uma plateia de concerto imaginária sobre o barulho da multidão enlatada".  A décima quinta faixa, "Ladies in da House", conta com participações especiais de Missy Elliott e Timbaland. A décima sexta faixa, "The One I Gave My Heart To", é uma balada poderosa com fortes influências de R&B e pop, onde Aaliyah está "destacando um coração partido e um sentimento de traição". Em uma revisão da Billboard, a produção da música foi descrita como tendo um "equilíbrio cuidadoso entre as sensibilidades pop e R&B no arranjo instrumental do produtor Guy Roche". A última faixa do álbum é o outro "Came to Give Love" com Timbaland.

## Arte
A arte do álbum e a embalagem geral de One in a Million foram fotografadas por Marc Baptiste, que já havia fotografado a capa de Aaliyah para a revista Seventeen. Depois da capa da Seventeen, Baptiste e Aaliyah se cruzaram novamente através de Kidada Jones. Durante aquele encontro, Aaliyah mencionou a Baptiste que ela estava trabalhando em seu álbum e sugeriu que eles deveriam se encontrar em outro momento. De acordo com Baptiste, "encontrei minha amiga Kidada Jones, que é filha de Quincy Jones. Elas eram realmente boas amigos naquela época. Ela nos apresentou no Mercer Hotel. Nós nos demos muito bem e a próxima coisa que eu sei, 'estou indo para lançar meu álbum. Vamos nos encontrar". Um mês depois de seu encontro, Aaliyah e Baptiste se encontraram para discutir possíveis conceitos para a capa do álbum. Depois de ouvir possíveis conceitos para a arte do álbum, Aaliyah decidiu que queria trabalhar com ele. Baptiste disse, "Nós conversamos sobre alguns conceitos e ela adorou. Após a reunião, recebi uma ligação dizendo que ela realmente queria que eu fizesse a capa do álbum One in a Million". A sessão de fotos para o álbum durou das 9h00 às 23h00 e foi feita em vários locais, com a capa do álbum sendo filmada muito tarde, entre 22h30 e 23h. Os locais de filmagem foram em um estúdio e na estação de metrô de Canal St. em Nova York. Quando se tratava do conceito da capa do álbum, Baptiste queria mantê-la o mais real possível. De acordo com Baptiste, "Eu queria mantê-la real. O fato de ela ter crescido em Detroit e nascido no Brooklyn, eu queria dar à capa do álbum uma vibe street chic para que ela fosse mais acessível ao público. Eu não queria trazê-la em um Bentley ou algo assim. Aquilo não era ela. Ela era uma pessoa realista. Eu queria mantê-la chique das ruas e brincar com sua beleza". Para a filmagem foram alugadas motos e segundo Baptiste "Quase parecia uma filmagem de videoclipe".

## Lançamento e divulgação
Em um esforço para gerar consciência visual para o álbum, a gravadora de Aaliyah publicou anúncios de 24 de junho a 8 de julho de 1996 em canais a cabo como BET e The Box. O videoclipe do primeiro single do álbum, "If Your Girl Only Knew", foi exibido em programas de vídeo locais e nacionais em 8 de julho. Imediatamente após o lançamento do single principal e do vídeo que o acompanha, a gravadora começou uma campanha de anúncios impressos com Aaliyah na Seventeen, The Source e outras publicações na mídia. Devido ao excelente desempenho acadêmico de Aaliyah na escola, a gravadora planejou veicular anúncios no React, uma publicação educacional para adolescentes inserida em vários jornais diários e semanais em todo o país. Como Aaliyah era uma defensora dos exames de câncer de mama e cruzadas contra a doença de Alzheimer, a gravadora planejou que ela fizesse uma série de anúncios de serviço público sobre essas questões. One in a Million foi lançado pela primeira vez em países europeus a partir de 13 de agosto e foi lançado nos Estados Unidos duas semanas depois. Uma turnê promocional internacional foi planejada em apoio ao álbum, na qual ela faria uma turnê do final do verão até o início do outono de 1996 nos Estados Unidos e no final de setembro internacionalmente no Reino Unido, Alemanha, África do Sul e Japão.
Em setembro de 1996, Aaliyah fez uma aparição no sexto evento anual Rock N' Jock da MTV, que foi ao ar em 26 de outubro. Durante o evento, ela participou do jogo de basquete das celebridades e cantou "If Your Girl Only Knew" durante o show do intervalo. Em 16 de novembro de 1996, Aaliyah se apresentou no Soul Train. Aaliyah fez uma aparição na série de televisão da Fox, New York Undercover, no episódio de 16 de janeiro de 1997, como convidada musical, performando "Choosey Lover (Old School / New School)". Em 17 de fevereiro, Aaliyah cantou "One in a Million" no Live with Regis e Kathie Lee, e em 18 de fevereiro no The Tonight Show with Jay Leno. Em março de 1997, Aaliyah fez uma aparição na celebração anual das férias de primavera da MTV na Cidade do Panamá, Flórida. Durante o MTV Spring Break, Aaliyah cantou sua música "One in a Million" e apresentou um segmento do show especial chamado The Grind, onde ela entrevistou as Spice Girls antes de se apresentarem. Na primavera de 1997, Aaliyah estava planejando uma turnê com Az Yet e Foxy Brown, mas os planos nunca se concretizaram.
Em agosto, o MTV News informou que Aaliyah estava saindo em uma turnê nacional com Dru Hill, Ginuwine, Bone Thugs-n-Harmony e Mary J. Blige. A turnê começou em 28 de agosto em Buffalo, Nova York e terminou em 5 de outubro em Phoenix, Arizona. Durante o mês de agosto, Aaliyah fez uma aparição na televisão no curto programa de entrevistas Vibe, onde cantou "Hot Like Fire" e deu ao apresentador do programa uma cesta cheia de itens promocionais. Ela também se apresentou no concerto anual Summer Jam da rádio KKBT em Irvine, Califórnia, no Irvine Meadows Amphitheatre em agosto. No meio da turnê em setembro de 1997, Aaliyah cantou sua canção "One in a Million" no programa de comédia de esquetes da Nickelodeon, All That. Em outubro de 1997, Aaliyah apresentou "The One I Gave My Heart To" no quarto evento anual The Big Help da Nickelodeon em Santa Mônica, Califórnia. Em 10 de dezembro de 1997, Aaliyah apresentou "The One I Gave My Heart To" na festa de gala beneficente da UNICEF, The Gift of Song, que foi ao ar ao vivo na TNT. Em dezembro, ela se apresentou no especial natalino de televisão anual, Christmas in Washington. Aaliyah também se apresentou no B96 B-Bash, apresentado pela estação de rádio B96 de Chicago.
Em agosto de 2021, foi anunciado que o álbum e os demais trabalhos gravados por Aaliyah para a Blackground (agora denominada Blackground Records 2.0) seriam relançados nos serviços de streaming e nos formatos físico e digital, num acordo feito entre a gravadora e a Empire Distribution. One in a Million foi disponibilizado para streaming em 20 de agosto de 2021, apesar do espólio de Aaliyah emitir uma declaração em resposta ao anúncio da Blackground, denunciando o "esforço inescrupuloso para lançar a música de Aaliyah sem qualquer transparência ou total contabilidade para o patrimônio".

## Singles
"If Your Girl Only Knew" foi lançada como o primeiro single do álbum em 12 de julho de 1996 e alcançou a 11ª posição na Billboard Hot 100, vendendo mais de 600,000 cópias. Na parada Hot R&B/Hip-Hop Songs, a canção alcançou o primeiro lugar, onde permaneceu por duas semanas consecutivas. No Reino Unido, a canção também teve um desempenho moderado, chegando ao número 21 na UK Singles Chart, quando foi originalmente lançada como single independente. Em 1997, a música foi relançada com "One in a Million" como single duplo lado A e atingiu um novo pico de número 15. A canção também alcançou o pico entre os dez primeiros nas paradas dance e R&B do país, nos números seis e quatro, respectivamente. Na Nova Zelândia, "If Your Girl Only Knew" atingiu o número 20. O segundo single do álbum, "Got to Give It Up", foi lançado apenas em alguns mercados internacionais, atingindo os números 37 e 34 na Nova Zelândia e no Reino Unido, respectivamente. "Got to Give It Up" alcançou os números dez e quatro nas paradas dance e R&B do Reino Unido, respectivamente. "One in a Million" foi lançada como o segundo single nos Estados Unidos e o terceiro single geral do álbum em 10 de dezembro de 1996. A canção foi um hit top-vinte no Reino Unido, alcançando o número 15 nas paradas oficiais e alcançando os números cinco e quatro nas paradas de dança e R&B do Reino Unido, respectivamente. A canção também alcançou a posição 11 na Nova Zelândia.
"4 Page Letter" foi lançada como o quarto single do álbum em 11 de março de 1997. Ele alcançou a posição 24 no Reino Unido e os números 14 e 9 nas paradas dance e R&B do país, respectivamente. "Hot Like Fire" e "The One I Gave My Heart To" foram lançadas simultaneamente em 16 de setembro de 1997. ""Hot Like Fire" não conseguiu entrar nas Billboard Hot 100 e na Hot R&B/Hip-Hop Songs. O single duplo conseguiu chegar ao número 30 no Reino Unido, bem como aos números 25 e três nas paradas dance e R&B do país, respectivamente. "The One I Gave My Heart To" estreou na Billboard Hot 100 sobre na data de 4 de outubro de 1997 no número 24 e atingiu o pico na 9ª posição, tornando-se o single de maior sucesso do álbum na parada. A música estreou na Hot R&B /Hip-Hop Songs dos EUA no número 18 e mais tarde alcançou a 7ª posição, e foi eventualmente certificado Ouro pela Recording Industry Association of America (RIAA) em 21 de outubro de 1997, por vender mais de 900.000 cópias. Internacionalmente, a canção atingiu o pico entre as 20 primeiras posições na Holanda, na parada Tipparade, e atingiu o número 28 na Nova Zelândia.

## Recepção da crítica
| Críticas profissionais     | Críticas profissionais |
| Avaliações da crítica      | Avaliações da crítica  |
| Fonte                      | Avaliação              |
| -------------------------- | ---------------------- |
| AllMusic                   | [ 71 ]                 |
| Christgau's Consumer Guide | [ 72 ]                 |
| Los Angeles Times          | [ 73 ]                 |
| Q                          | [ 74 ]                 |
| Rolling Stone              | [ 75 ]                 |
| Slant Magazine             | [ 76 ]                 |
| Sputnikmusic               | 3/5                    |

One in a Million recebeu críticas geralmente positivas dos críticos. Em sua crítica para a revista Vibe, a crítica musical Dream Hampton disse que a voz "deliciosamente felina" de Aaliyah tem o mesmo "apelo pop" de Janet Jackson e é complementada pelas faixas funk e coerentes dos produtores. Connie Johnson do Los Angeles Times achou o material do álbum excepcional, incluindo a "provocante" "If Your Girl Only Knew". The Source sentiu que One in a Million "reside em um plano diferente do que a legião de tentativas secundárias que produzem apenas um ou dois singles de ouro, Aaliyah está pronta para mostrar seu lado maduro, suas melhores canções são sobre problemas de relacionamento". A revista Q disse que, com "seu vocal suave e sedutor firmemente à frente, [Aaliyah] trabalha através de um conjunto de números de swingbeat predominantemente lentos e quentes, todas batidas cortadas, melodias luxuosas e harmonias oníricas".
Nick Butler do Sputnikmusic o considerou um álbum "estranho" com uma ênfase exagerada em baladas "excepcionalmente boas" e "ocasionalmente brilhantes", mas atormentado por faixas animadas que não estavam no mesmo nível, exceto "Hot Like Fire". A revista People sentiu que o álbum ofereceu mais variedade de conteúdo em oposição ao álbum de estreia de Aaliyah, dizendo: "Pelo menos ela está fazendo boa companhia. Enquanto R. Kelly produziu a estreia de Aaliyah com uma visão musical unidimensional, a equipe de produção de One in a Million (que inclui Jermaine Dupri e Timbaland) mergulha em um lânguido e sedutor trip hop na faixa-título; em seguida, gagueja o ritmo da selva em 'Beats 4 da Streets' e 'Heartbroken'". Bob Waliszewski do Plugged In deu ao álbum uma crítica mista pois ele sentiu que Aaliyah tinha coisas positivas a dizer no álbum, mas a mensagem se perdeu em certas canções que são sugestivas, afirmando: "Letras sexualmente sugestivas estragam tudo de bom que este disco tem a seu favor". AllMusic viu o álbum como uma melhoria significativa em relação a Age Ain't Nothing But a Number com "maior variedade de material" e produtores, e chamou a voz de Aaliyah de "mais suave, mais sedutora e mais forte do que antes".

## Prêmios
| Ano  | Prêmio                          | Categoria                          | Indicação          | Resultado | Ref.   |
| ---- | ------------------------------- | ---------------------------------- | ------------------ | --------- | ------ |
| 1997 | Blockbuster Entertainment Award | Álbum Feminino de R&B Favorito     | One in a Million   | Indicado  | [ 82 ] |
| 1997 | Soul Train Music Awards         | Melhor Álbum Feminino de R&B/Soul  | One in a Million   | Indicado  | [ 82 ] |
| 1998 | Soul Train Music Awards         | Melhor Single Feminino de R&B/Soul | "One in a Million" | Indicado  | [ 83 ] |

## Desempenho comercial
One in a Million estreou na 20ª posição na parada estadunidense de álbuns, Billboard 200, na data de 14 de setembro de 1996, vendendo 40.500 cópias durante sua primeira semana. Durante a semana do Natal de 1996, o álbum vendeu 71.000 cópias. O álbum atingiu seu pico na 18ª posição em 1º de fevereiro de 1997, passando um total de 67 semanas na Billboard 200. No Top R&B/Hip-Hop dos EUA, o álbum alcançou a posição de número dois em 8 de fevereiro de 1997, passando um total de 71 semanas na parada. One in a Million foi certificado Ouro pela Recording Industry Association of America (RIAA) em 23 de outubro de 1996. O álbum recebeu uma certificação de platina em 5 de fevereiro de 1997, e uma certificação de platina dupla em 16 de junho de 1997. No final de 1997, o álbum vendeu 1.1 milhão de cópias adicionais de acordo com a Billboard. Após a morte de Aaliyah, em 25 de agosto de 2001, One in a Million voltou para a Billboard 200 e Top R&B/Hip-Hop Albums, bem como liderou parada de Top Catalogs Albums por 12 semanas.
No Canadá, One in a Million estreou no número 35 na Canadian RPM Albums Chart em 9 de setembro de 1996, atingindo seu pico de número 33 na semana seguinte. Em 28 de maio de 1997, o álbum foi certificado Ouro pela Music Canada por ter vendido mais de 50.000 cópias no país. Em 7 de setembro de 1996, o álbum entrou nas paradas UK Albums Chart e UK R&B Albums, chegando aos números 33 e três, respectivamente. O álbum foi eventualmente certificado Ouro pela British Phonographic Industry (BPI) pelas mais de 100,000 cópias vendidas no Reino Unido. No Japão, o álbum alcançou a 36ª posição na Oricon Albums Chart e recebeu uma certificação de ouro pela Recording Industry Association of Japan (RIAJ). Na Austrália, Holanda e Suécia, o álbum alcançou os números 93, 62 e 41, respectivamente. No geral, o álbum vendeu três milhões de cópias nos Estados Unidos e oito milhões de cópias em todo o mundo. Além disso, o álbum vendeu mais de 756.000 unidades através do BMG Music Club, que não foram contadas pela Nielsen SoundScan.
Após seu lançamento oficial nas plataformas de streaming em 2021, One in a Million re-entrou na parada de álbuns de R&B do Reino Unido, na oitava posição. Além disso, o álbum superou o seu pico atingido em 1997, e alcançou o Top 10 da Billboard 200 pela primeira vez, na décima posição, vendendo 26.000 unidades equivalentes ao álbum, na semana que terminou em 26 de agosto. Dessa soma, as vendas de álbuns puros compreendem 13.000 unidades, enquanto álbum equivalente em streaming (SEA) compreendem 11.000 (igualando 14.29 milhões de streams sob demanda das faixas do álbum) e unidades de álbum equivalente de faixa (TEA) compreendem 2.000. Na semana de 4 de setembro de 2021, os singles do álbum "If Your Girl Only Knew", "One in a Million" e "4 Page Letter" estrearam nos números 15, sete e 26 nas vendas de músicas digitais dos EUA, respectivamente. Ainda na mesma semana, o álbum One in a Million atingiu novamente o topo da Top Catalog Albums, a 2ª posição na Independent Album Charts e na Top R&B Albums, assim como a 5ª posição da Top Album Sales.

## Impacto e legado
One in a Million foi classificado em 90º lugar na lista da revista Rolling Stone dos "100 Melhores Álbuns dos Anos 90". Também foi listado como um dos 33 álbuns urbanos na lista da revista, intitulada "The Essential Recordings of the '90s". Em uma retrospectiva do álbum, a Slant Magazine disse que One in a Million foi "sem dúvida um dos álbuns de R&B mais influentes dos anos 90", e creditou-o por estabelecer "Aaliyah e a família Timbo como forças inegáveis do hip-hop". De acordo com Jon Caramanica, da Spin, One in a Million "encontrou Aaliyah no nexo do R&B de rua e pop elegante". Em um artigo que comemora o 20º aniversário do lançamento do álbum e abordava o 15º aniversário da morte de Aaliyah, Dean Van Nguyen, do The Independent, declarou: "Suas impressões digitais podem ser vistas ao longo das duas décadas de música pop que se seguiram". One in a Million foi creditado por elevar as carreiras respectivas de Missy Elliott e Timbaland em um artigo do The Guardian publicado sobre a relançamento do álbum em 2021; no mesmo artigo, Kathy Iandoli - autora da biografia de Aaliyah, Baby Girl: Better Known as Aaliyah (2021) - afirmou: "Esse som ainda é o modelo para todo o R&B e música pop hoje". Em 2020, a cantora Brandy revelou que One in a Million foi uma das maiores inspirações para o seu álbum Never Say Never (1998). Em entrevista para o The Kelly Alexander Show, Brandy disse: "Aaliyah estava em seu próprio território, ela não tinha nenhuma competição [...] Todo o meu álbum Never Say Never é basicamente uma homenagem ao álbum que ela fez com Timbaland. [...] Timbaland era dos meus produtores favoritos, assim como era um dos favoritos do Rodney Jerkins, e nos amávamos Timbaland e Aaliyah juntos, então nós queríamos criar algo parecido com o que eles criaram".
A Vibe incluiu o álbum na lista dos 150 Álbuns que Definiram a Era Vibe (2007), afirmando: "Tão sedutora como uma vocalista de R&B, Aaliyah é despreocupadamente sexy em seu segundo álbum, a composição ainda não está muito bem acabada, mas os primeiros sinais são como chamas reluzentes". Em novembro de 2017, o álbum foi classificado em sétimo lugar na lista dos 50 Melhores Álbuns de R&B dos Anos 90 da revista Complex. De acordo com seu editor, Ross Scarano, One in a Million "é o relato definitivo do brilho coletivo de Aaliyah e Timbaland" e as canções do álbum como "Hot Like Fire", "If Your Girl Only Knew", "4 Page Letter" e "One in a Million" "são as canções que R&B, rap e EDM modernos não poderiam prescindir". Em 2020, o álbum foi classificado em 314º lugar na lista dos 500 Melhores Álbuns de Todos os Tempos da Rolling Stone. Em 2022, a Pitchfork classificou One in a Million como o 15º melhor álbum dos anos 90, afirmando que "o disco revirou completamente o R&B através de uma visão coletiva de futurismo, cyber goth e samples de ficção científica que permanecem virtualmente incomparáveis em escopo e impacto".

## Lista de faixas
| One in a Million – Edição padrão |                                                           |                                                                                    |                              |         |  |
| N.º                              | Título                                                    | Compositor(es)                                                                     | Produtor(es)                 | Duração |  |
| 1.                               | "Beats 4 da Streets (Intro)" (part. de Missy Elliott)     | Melissa Elliott Timothy Mosley                                                     | Timbaland                    | 2:10    |  |
| 2.                               | "Hot Like Fire"                                           | Elliott Mosley                                                                     | Timbaland                    | 4:23    |  |
| 3.                               | "One in a Million"                                        | Elliott Mosley                                                                     | Timbaland                    | 4:30    |  |
| 4.                               | "A Girl Like You" (part. de Treach)                       | Keir Gist Darren Lighty Renee Neufville                                            | Kay Gee Lighty               | 4:23    |  |
| 5.                               | "If Your Girl Only Knew"                                  | Elliott Mosley                                                                     | Timbaland                    | 4:50    |  |
| 6.                               | "Choosey Lover (Old School / New School)"                 | Ernie Isley Marvin Isley O'Kelly Isley Jr. Ronald Isley Rudolph Isley Chris Jasper | Vincent Herbert Rashad Smith | 7:07    |  |
| 7.                               | "Got to Give It Up" (part. de Slick Rick)                 | Marvin Gaye Richard Walters [a]                                                    | Herbert Craig King           | 4:41    |  |
| 8.                               | "4 Page Letter"                                           | Elliott Mosley                                                                     | Timbaland                    | 4:52    |  |
| 9.                               | "Everything's Gonna Be Alright"                           | Rodney Jerkins Japhe Tejeda                                                        | Jerkins                      | 4:50    |  |
| 10.                              | "Giving You More"                                         | Darren Jenkins                                                                     | J. Dibbs                     | 4:26    |  |
| 11.                              | "I Gotcha' Back"                                          | Jermaine Dupri Carl Lowe                                                           | Dupri Carl-So-Lowe           | 2:54    |  |
| 12.                              | "Never Givin' Up" (part. de Tavarius Polk)                | Monica Bell King                                                                   | Herbert King                 | 5:11    |  |
| 13.                              | "Heartbroken"                                             | Elliott Mosley                                                                     | Timbaland                    | 4:17    |  |
| 14.                              | "Never Comin' Back"                                       | Elliott Mosley                                                                     | Timbaland                    | 4:06    |  |
| 15.                              | "Ladies in da House" (part. de Missy Elliott e Timbaland) | Elliott Mosley                                                                     | Timbaland                    | 4:20    |  |
| 16.                              | "The One I Gave My Heart To"                              | Diane Warren                                                                       | Daryl Simmons                | 4:30    |  |
| 17.                              | "Came to Give Love (Outro)" (part. de Timbaland)          | Elliott Mosley                                                                     | Timbaland                    | 1:40    |  |
| Duração total:                   | Duração total:                                            | Duração total:                                                                     | Duração total:               | 73:10   |  |

| One in a Million – Edição japonesa (faixa bônus) |                 |                                     |                      |         |  |
| N.º                                              | Título          | Compositor(es)                      | Produtor(es)         | Duração |  |
| 18.                                              | "No Days Go By" | Aaliyah Haughton King Rheji Burrell | Herbert King Burrell | 4:41    |  |
| Duração total:                                   | Duração total:  | Duração total:                      | Duração total:       | 77:51   |  |

| One in a Million – Edição especial de 2004 (faixa bônus) |                |                                                              |                     |         |  |
| N.º                                                      | Título         | Compositor(es)                                               | Produtor(es)        | Duração |  |
| 18.                                                      | "Come Over"    | Johntá Austin Phalon Alexander Bryan-Michael Cox Kevin Hicks | Cox Hicks Jazze Pha | 3:55    |  |
| Duração total:                                           | Duração total: | Duração total:                                               | Duração total:      | 77:05   |  |

| One in a Million – Edição digital (faixa bônus) |                                                                               |                |                |         |  |
| N.º                                             | Título                                                                        | Compositor(es) | Produtor(es)   | Duração |  |
| 18.                                             | "Hot Like Fire" (Timbaland's Groove Mix) (part. de Missy Elliott e Timbaland) | Elliott Mosley | Timbaland      | 4:38    |  |
| Duração total:                                  | Duração total:                                                                | Duração total: | Duração total: | 77:48   |  |

Notas
- a  - denota um compositor adicional

#### Créditos desamples
- "A Girl Like You" contêm sample de "Summer Madness" de Kool & The Gang.[21]
- "Got to Give It Up" contêm sample de "Billie Jean" de Michael Jackson.[105]
- "Heartbroken" contêm sample de "Inside My Love" de Minnie Riperton.
- "I Gotcha' Back" contêm uma interpolação da canção "Lean on Me" de Bill Withers.[21]
- "Never Givin' Up" contêm uma interpolação da canção "I’ve Got an Angel" de The Clark Sisters.

## Equipe e colaboradores
Créditos são retirados das notas do encarte de One in a Million.
- Aaliyah – vocais
- Marc Baptiste – fotografia
- Carlton Batts – masterização
- Monica Bell – composição
- Thomas Bricker – direção de arte
- Ricky Brown – mixagem
- Carl-So-Lowe – produção, composição
- Al Carter – coordenação de projeto
- Paulinho da Costa – percussão
- David de la Cruz – estilo
- J. Dibbs – mixagem, produção, arranjo vocal, composição
- Pat Dillett – engenharia
- KayGee – mixagem, produção, composição
- Jimmy Douglass – engenharia, mixagem
- Jermaine Dupri – mixagem, produção, composição
- Missy Elliott – vocais, arranjo vocal, composição
- Ronnie Garrett – baixo
- Ben Garrison – engenharia, mixagem
- Marvin Gaye – composição
- Mark Goodman – mixagem
- Franklin Grant – mixagem
- Barry Hankerson – consulta criativa, produtor executivo
- Dianne Hankerson – estilo
- Jomo Hankerson – produto executivo
- Shanga Hankerson – coordenação de projeto
- Melanie Harris – estilo
- Xavier Harris – vocais de apoio
- Demetrius Hart – vocais de apoio
- Michael Haughton – produtor executivo
- Pierre Heath – vocais de apoio
- Vincent Herbert – mixagem, produção
- Ernie Isley – composição
- Marvin Isley – composição
- O'Kelly Isley Jr. – composição
- Ronald Isley – composição
- Rudolph Isley – composição
- Chris Jasper – composição
- Rodney Jerkins – instrumentação, mixagem, produção, vocais, composição
- Craig Kallman – produtor executivo
- Thom "TK" Kidd – engenharia, mixagem
- Carol Kim – coordenaçao de projeto
- Craig King – vocais de apoio, engenharia, produção, arranjo vocal, composição
- Darren Lighty – mixagem, produção, composição
- Chuck Nice – engenharia
- Monica Payne – composição
- Tavarius Polk – vocais
- Michael J. Powell – guitarra
- Mike Rew – engenharia
- Daryl Simmons – guitarra acústica, programação de bateria, baterias, teclados, produção
- Ivy Skoff – coordenação de produção
- Slick Rick – vocais
- Rashad Smith – produção, mixagem
- Sound Boy – engenharia
- Sebrina Swaby – coordenação de projeto
- Phil Tan – engenharia, mixagem, vocais de apoio
- Tann – vocais de apoio
- Japhe Tejeda – composição
- Timbaland – mixagem, produção, vocais, composição
- Diane Warren – composição
- Freddie "Ready" Washington – baixo

## Tabelas musicais

### Tabelas semanais
| Tabelas musicais (1996-1997)                        | Melhor posição |
| --------------------------------------------------- | -------------- |
| Canadá - Top Albums (RPM)                           | 33             |
| Estados Unidos (Billboard 200)                      | 18             |
| Estados Unidos - Top R&B/Hip-Hop Albums (Billboard) | 2              |
| Japão (Oricon)                                      | 36             |
| Países Baixos (Album Top 100)                       | 62             |
| Reino Unido - UK Albums Charts (OCC)                | 33             |
| Reino Unido - UK R&B Albums (OCC)                   | 3              |
| Suécia (Sverigetopplistan)                          | 41             |

| Tabelas musicais (2001)                         | Melhor posição |
| ----------------------------------------------- | -------------- |
| Estados Unidos - Top Catalog Albums (Billboard) | 1              |

| Tabelas musicais (2002)              | Melhor posição |
| ------------------------------------ | -------------- |
| Reino Unido - UK Albums Charts (OCC) | 106            |

| Tabelas musicais (2003)              | Melhor posição |
| ------------------------------------ | -------------- |
| Reino Unido - UK Albums Charts (OCC) | 169            |

| Tabelas musicais (2021)                                | Melhor posição |
| ------------------------------------------------------ | -------------- |
| Estados Unidos (Billboard 200)                         | 10             |
| Estados Unidos - Digital Album Charts (Billboard)      | 1              |
| Estados Unidos - Independent Albums Charts (Billboard) | 2              |
| Estados Unidos - Top Album Sales (Billboard)           | 5              |
| Estados Unidos - Top Catalog Albums (Billboard)        | 1              |
| Estados Unidos - Top R&B Albums (Billboard)            | 2              |
| Estados Unidos - Top R&B/Hip-Hop Albums (Billboard)    | 5              |
| Reino Unido - UK Digital Albums (OCC)                  | 18             |
| Reino Unido - UK R&B Albums (OCC)                      | 8              |

### Tabelas musicais de fim de ano
| Tabelas musicais (1996)                             | Melhor posição |
| --------------------------------------------------- | -------------- |
| Estados Unidos - Top R&B/Hip-Hop Albums (Billboard) | 60             |

| Tabelas musicais (1997)                             | Melhor posição |
| --------------------------------------------------- | -------------- |
| Estados Unidos (Billboard 200)                      | 44             |
| Estados Unidos - Top R&B/Hip-Hop Albums (Billboard) | 10             |

## Certificações
| Região                                                | Certificado | Unidades certificadas/vendas |
| ----------------------------------------------------- | ----------- | ---------------------------- |
| Canadá (Music Canada)                                 | Ouro        | 50.000^                      |
| Estados Unidos (RIAA)                                 | 2× Platina  | 3.756.000                    |
| Japão (RIAJ)                                          | Ouro        | 160.000                      |
| Reino Unido (BPI)                                     | Ouro        | 100.000^                     |
| ^ Números de remessa baseados apenas na certificação. |             |                              |

## Histórico de lançamento
| Região         | Data                   | Edição   | Gravadora                     |
| -------------- | ---------------------- | -------- | ----------------------------- |
| França         | 13 de agosto de 1996   | Padrão   | Warner Music                  |
| Alemanha       | 19 de agosto de 1996   | Padrão   | Atlantic Records              |
| Reino Unido    | 19 de agosto de 1996   | Padrão   | Blackground Records, Atlantic |
| Estados Unidos | 27 de agosto de 1996   | Padrão   | Warner Music                  |
| Japão          | 10 de setembro de 1996 | Padrão   | Edel                          |
| Alemanha       | 9 de março de 2004     | Limitada | Universal Music               |
| França         | 16 de outubro de 2007  | Limitada | Blackground, Empire           |
| Mundo          | 20 de agosto de 2021   | Digital  | Blackground, Empire           |